# Joaquín Pujol
José Pujol (Barcellona, 21 marzo 1946) è un ex nuotatore spagnolo.

## Carriera
Fratello dell'anch'esso olimpionico José, partecipò ai Giochi di Tokyo 1964, nei quali partecipò alla gara dei 200m farfalla e la Staffetta mista 4×100m.
Ai IV Giochi del Mediterraneo, ha vinto 1 bronzo nella 200m farfalla e nella Staffetta 4×100m mista.